# Percopsis omiscomaycus
La trucho-perca (Percopsis omiscomaycus) es una especie de pez actinopterigio de agua dulce. Su pesca carece de interés como alimento pero es usado en acuariofilia.

## Morfología
Se ha descrito una captura de 20 cm de largo, pero la longitud máxima normal es de 8,8 cm. En la aleta dorsal tiene 1 a 3 espinas y 9 a 11 radios blandos, mientras que en la anal tiene una espinas y 5 a 9 radios blandos; se distingue por la presencia de una aleta adiposa; pequeñas espinas débiles en la dorsal y anal; las aletas pectorales pueden llegar muy por detrás de la base de las aletas pélvicas. La línea lateral es casi recta.
La pigmentación del cuerpo es un pálido amarillento plateado, a menudo casi transparente; con una fila de unos 10 puntos oscuros a lo largo de la línea media de la espalda, 10 o 11 puntos a lo largo de la línea lateral, y otra fila de los puntos altos en los lados sobre la línea lateral; aletas transparentes.

## Distribución y hábitat
Es una especie de agua dulce templada, de comportamiento demersal, que vive a una profundidad entre 10 y 61 metros. Se distribuye por el norte de América del Norte, en las vertientes atlántica y ártica de Canadá y al sur de la cuenca fluvial del río Potomac en Virginia (Estados Unidos), también en la cuenca del río Yukón entre Canadá y Alaska, así como en las cuencas de la región de los Grandes Lagos y la cuenca norte del río Misisipi.
Su hábitat son los lagos, charcas profundas que fluyen de los arroyos y en los ríos. Generalmente se encuentran sobre la arena. Migra a las aguas poco profundas de los lagos durante la noche para alimentarse y migra de nuevo a aguas más profundas cuando se acerca el amanecer. Se alimenta de larvas de insectos, anfípodos y peces. Para desovar los adultos se trasladan cerca de la costa en aguas poco profundas o en afluentes superficiales de los lagos.